# Vindelälvsleden
Vindelälvsleden är en kring 400 kilometer lång allemansled (vandring, löpning, ridning, skidåkning, snöskotertrafik, cykling) i Västerbottens län som går från Ammarnäs till Vännäsby, där Vindelälven flyter samman med Umeälven.